# 白楊山盜龍屬
白杨山盜龍屬（學名：Ojoraptorsaurus）又譯奧喬盜龍，是偷蛋龍下目近頜龍科恐龍的一屬，生存於白堊紀晚期的北美洲。
正模標本（編號SMP VP-1458）是一對不完整的癒合恥骨，發現於美國新墨西哥州的白楊山組（Ojo Alamo Formation）納秀畢吐段，地質年代約6900萬年前，相當於馬斯垂克階早期。在2011年，羅伯特·蘇利文（Robert M. Sullivan）等人將這些化石進行敘述、命名，模式種是博氏白杨山盜龍（O. boerei）。屬名意為「白楊山的盜賊蜥蜴」；種名則是以發現此標本的海洋學家Arjan Boeré為名。